# 1910 na rádio
Nesta página encontrará referências aos acontecimentos directamente relacionados com a rádio ocorridos durante o ano de 1910.

## Nascimentos
| Data           | Nome                         | Profissão                                 | Nacionalidade | Observações | Ref |
| -------------- | ---------------------------- | ----------------------------------------- | ------------- | ----------- | --- |
| 23 de setembro | Gino Cortopassi (Zé Fidélis) | cantor, radialista, compositor, humorista | Brasil        | m. 1985     |     |

## Mortes
| Data | Nome | Profissão | Nacionalidade | Observações | Ref |
| ---- | ---- | --------- | ------------- | ----------- | --- |